# حركة المثليات (الدنمارك)
حركة المثليات (بالدنماركية: Lesbisk Bevægelse) هي منظمة دنماركية للمثليات أنشئت عام 1974 في كوبنهاغن على يد مجموعة من النساء بمن فيهم فيبيكي فاسبو اللواتي كن غير راضين عن عدم التسامح تجاه مثليات الجنس في «حركة رادسوكينغ» النسوية الدنماركية.
كانت الحركة أول منظمة لمثليات الجنس في الدنمارك. تأسست في 10 مارس عام 1974 من قبل مجموعة من نساء يتبعون لـ«حركة رادسوكينغ» النسوية (بالدنماركية: Rødstrømpebevægelsen) مع مجوعة أصغر من نساء يتبعون لمنظمة المثليين رابطة 1948 (بالدنماركية: Forbundet af 1948). السبب الرئيسي لتأسيس المنظمة هو أن عددا من المثليات جنسيا وجدن أن أعضاء حركة رادستوكينغ ليسوا مستعدين لقبول هويتهم وميولهم الجنسية ومشاكلهم. حتى أنها كانت تسمى مجموعة مثليات الجنس كارهات الرجال".
مثل «حركة رادستوكينغ»، تألفت حركة المثليات من عدة تجمعات فرقية حرة، بدون أي هيكل إداري محدد. بينما كانت مجموعة كوبنهاغن هي الأكبر، كانت هناك أقسام نشطة في جميع أنحاء البلاد. بالإضافة إلى الدعم العام لحقوق المرأة، سعت الحركة لتحقيق التقدم في مجال حقوق المثليات والاعتراف. وعن طريق الدورات والدروس والمنشورات، شجعوا المثليات على أن يصبحن أكثر انفتاحًا وأن يكافحن التمييز ضدهم. على الرغم من اختلافاتهم، فقد قاموا بالكثير من أعمالهم بالتعاون مع حركة رادستوكينغ، ليصبحوا جزءًا من الحركة النسوية النامية حينها في سبعينات القرن العشرين. ونتيجة لذلك، تم إغلاق العديد من أنشطتهم الفردية. في عام 1985، تم حل حركة المثليات.
كانت المنشورات الرئيسية لحركة المثليات هي «نساء - نساء» (بالدنماركية: Kvinder-Kvinder) (بين عامي 1972-1978) و «صحيفة فيلدايس» (بالدنماركية: Hvidløgspressen) بين عامي (1982-68). في السبعينات، تجمهرت الحركة في المخيمات الصيفية في جزيرة فيمو وجزيرة سايو الدنماركية.